# Lemma (naslagwerk)
Een lemma (onzijdig  het lemma, meervoud lemma's of lemmata), trefwoord of ingang is het woord waarop een begrip in naslagwerken, bijvoorbeeld een woordenboek of een encyclopedie, kan worden opgezocht. In veel naslagwerken staat achterin een overzicht van de lemma's: de index of het register. Bij een lemma staan soms verwijzingen naar diverse pagina's: op al deze pagina's wordt het lemma genoemd. Bij elektronisch zoeken tikt men het lemma in het zoekvak.
Een lemma is meestal het eerste, vaak vetgedrukte, woord van een artikel in een woordenboek of encyclopedie. Om een artikel te kunnen vinden, moet het lemma bekend zijn waarmee het artikel begint. Zo vind je het voltooid deelwoord gezocht onder het lemma zoeken, de infinitief van het desbetreffende werkwoord. Vandaar dat naast lemma ook de synoniemen trefwoord en ingang worden gebruikt.

## Artikel
Het woord lemma wordt bij uitbreiding ook gebruikt om een compleet artikel over een onderwerp in een woordenboek of encyclopedie aan te duiden.

## Herkomst
Het leenwoord lemma is uit het klassiek Grieks (via het middeleeuws Latijn) in het Nederlands terechtgekomen. Het meervoud lemmata is de oorspronkelijke, Griekse meervoudsvorm. Het Griekse woord lḗmma betekende 'aanname, dat wat genomen wordt'. Het is een afleiding van het werkwoord lambánein (= 'nemen'). Het klassiek Latijn ontleende het woord lēmma aan het Grieks en liet de betekenis ervan verschuiven naar 'onderwerp van een geschrift; epigram, opschrift, titel'. De Latijnse betekenis 'opschrift, titel' is dan (in meerdere talen, waaronder het Nederlands) uiteindelijk geëvolueerd tot 'trefwoord'.